# William A. Klemperer

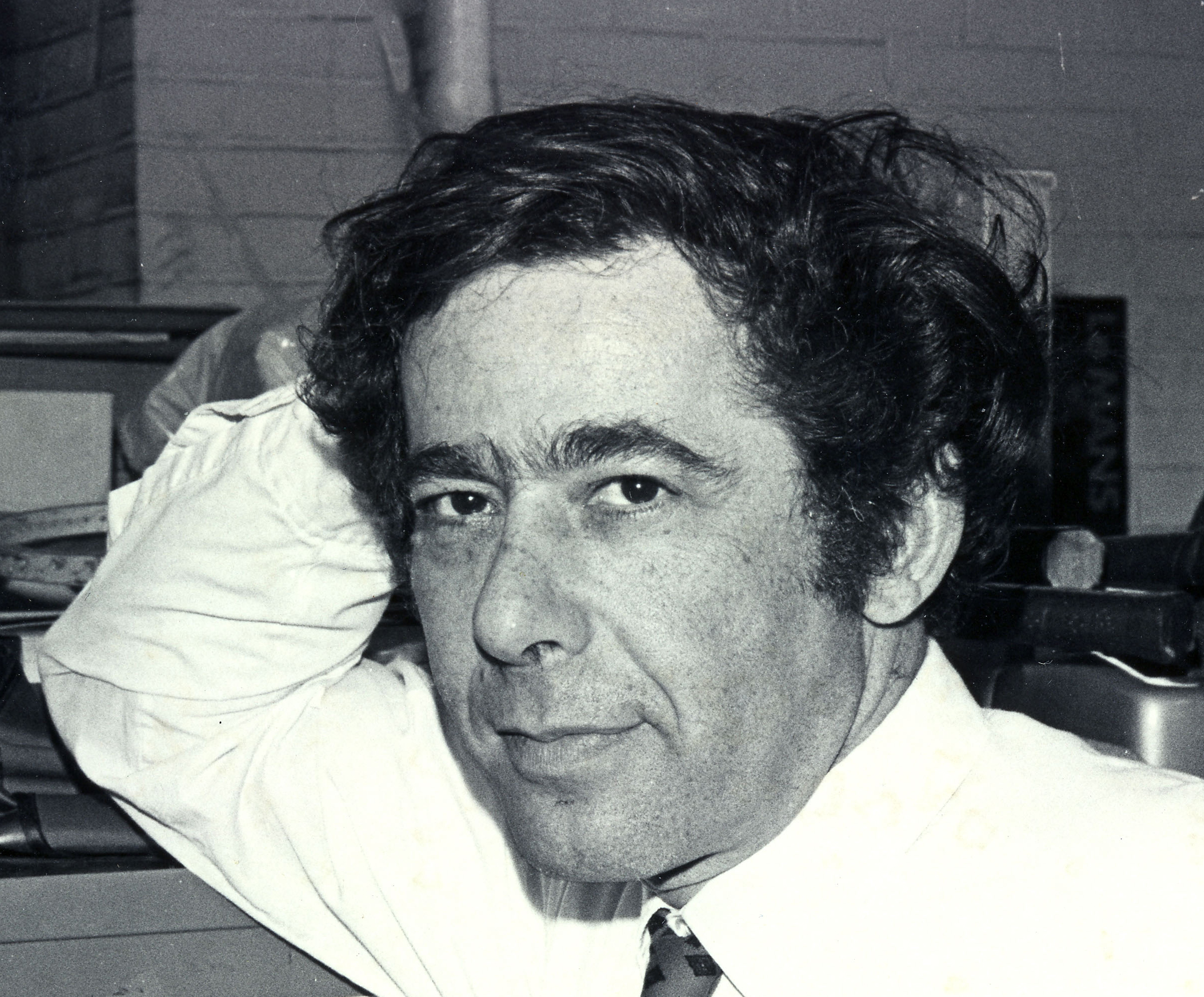
William Klemperer, etwa 1970

William Aloys Klemperer (* 6. Oktober 1927 in New York City; † 5. November 2017) war ein US-amerikanischer Chemiker.

## Leben
Klemperer besuchte die New Rochelle High School in New Rochelle und wurde 1944 – an seinem 17. Geburtstag – Soldat der Marineluftwaffe (United States Navy Air Corps). Nach dem Zweiten Weltkrieg schrieb er sich 1946 am Harvard College ein, wo er 1950 einen Bachelor in Chemie erwarb. 1954 erwarb Klemperer bei George C. Pimentel an der University of California, Berkeley einen Ph.D. in physikalischer Chemie. Anschließend ging er als Dozent zurück an die Harvard University, wo er rasch aufstieg und 1965 eine ordentliche Professur erhielt. In Harvard blieb Klemperer – nur unterbrochen von einem Sabbatjahr 1968/1969 in Cambridge, England (u. a. bei Dennis Sciama), einer Tätigkeit als stellvertretender Direktor für Mathematical and Physical Sciences an der National Science Foundation in Washington, D.C. (1979–1981) und einem Sabbatsemester an der University of California, Berkeley (1998) – bis zu seiner Emeritierung 2002.
Klemperer war seit 1948 mit Elizabeth Cole verheiratet, das Paar hatte drei Kinder. Seine Frau starb am 21. Dezember 2017, nur wenige Wochen nach ihm.

## Wirken
Klemperer befasste sich mit Molekülstrukturen, Energietransfer und zwischenmolekularen Kräften, insbesondere unter Anwendung spektroskopischer Methoden. Er leistete grundlegende Arbeiten zu Modellen der Molekül-Bildung und -Detektion innerhalb der interstellaren Materie und gilt als Pionier der Kosmochemie.

## Auszeichnungen (Auswahl)
- 1958 Sloan Research Fellow[3]
- 1963 Mitglied der American Academy of Arts and Sciences[4]
- 1969 Mitglied der National Academy of Sciences[5]
- 1980 Irving Langmuir Award[6]
- 1983 Earle K. Plyler Prize
- 1992 Remsen Award
- 1994 Peter Debye Award[7]
- 1995 Faraday-Vorlesung und -Preis[8]
- 1996 Ehrendoktorat der University of Chicago
- Ehrenbürger von Toulouse